# Йетс, Роберт
Роберт Ли Йетс — младший (англ. Robert Lee Yates Jr; род. 27 мая 1952 года, Анакортес, штат Вашингтон, США) — американский серийный убийца, совершивший серию из как минимум 16 убийств молодых девушек, женщин и одного мужчины на территории разных округов штата Вашингтон. Большую часть убийств Йетс совершил на территории города Спокан, где проживал сам, благодаря чему он получил прозвище «Серийный убийца из Спокана» (англ. «The Spokane Serial Killer»). Свою вину он полностью признал. В октябре 2002 года Роберт Ли Йетс был приговорён к смертной казни, которая впоследствии была ему заменена на уголовное наказание в виде пожизненного лишения свободы.

## Биография
Роберт Ли Йетс — младший родился 27 мая 1952 года в городе Анакортес, штат Вашингтон в семье Роберта Ли Йетса — старшего и Анны Мэй Йетс. Он был третьим ребенком в семье из четырёх детей. Отец Йетса был офицером военно-морского флота США. Вскоре после рождения Роберта семья переехала в небольшой город Ок-Харбор, расположенный на острове Уидби, где его отец продолжил военную службу на одной из военно-морских баз, находящихся на острове. Роберт Йетс посещал школу «Oak Harbor High School», которую окончил в 1970 году. В школьные годы он пел в хоре, увлекался бейсболом и входил в школьную команду по бейсболу, на этом поприще он достиг определённых успехов. В свободное от учёбы время Йетс увлекался кемпингом, рыбалкой и охотой на оленей. Его родители были последователями вероучения «Адвентисты седьмого дня», благодаря чему в детстве и юности Роберт Йетс посещал церковь, не увлекался алкогольными напитками, не употреблял мясную пищу и по субботам вместе с семьей отмечал Шаббат. В силу интровертности Роберт Йетс не был популярен в школе и в округе, благодаря чему испытывал проблемы с коммуникабельностью и поддерживал доверительные отношения всего лишь с одним другом по имени Эл Гатти.
После окончания школы Йетс и Гатти поступили в общественный колледж колледж Скаджит-Вэлли, расположенный в 28 милях от Ок-Харбор, где Роберт начал изучать медицину. В 1972 году Роберт Йетс окончил колледж со степенью «Associate Degree», которая позволяла ему поступить в университет и продолжить обучение на 3-м курсе. Однако после того как его друг Эл Гатти был призван в армию США и отправился на войну во Вьетнаме, Йетс в августе 1972 года женился на девушке по имени Ширли Найлендер и поступил вместе с ней в частный колледж «Walla Walla College», который находился под юрисдикцией Церкви Адвентистов седьмого дня. Однако брак не задался, вследствие чего Йетс потерял интерес к учёбе. В мае 1974 года из-за хронических прогулов и неуспеваемости Роберт бросил колледж, после чего его жена подала на развод по истечении 18 месяцев брака. Через несколько недель после развода, в июле 1974 года Йетс женился на Линде Брюйер, которая впоследствии родила ему пятерых детей. После женитьбы Йетс испытывал материальные трудности и в течение последующих лет вынужден был заниматься низкоквалифицированным трудом. В разные годы он работал билетером в кинотеатре, уборщиком в местной больнице и охранником в тюрьме «Washington State Penitentiary», расположенной в городе Уолла-Уолла.
В 1976 году его мать умерла от осложнений рака. После смерти матери, в 1977 году, в возрасте 25 лет Йетс записался в армию США и вскоре был зачислен в военно-воздушные силы. В 1980 году он получил звание Уорент-офицер и был направлен на военную базу Форт Ракер, расположенную в округе Дейл, штат Алабама, где располагался армейский авиационный центр. В течение последующих месяцев Роберт Йетс прошёл обучение и получил лётную должность военного лётчика-инструктора по обучению пилотированию вертолётов. После обучения Йетс был отправлен для дальнейшего несения службы на военную базу, расположенную в городе Ханау (Германия), где он находился до февраля 1984 года. В феврале 1984 года он вернулся на территорию штата Алабама, где на базе Форт-Ракер в качестве лётчика-инструктора проводил обучение военнослужащих для получения лётных должностей на различных моделях вертолётов. В мае 1988 года Йетс добился перевода на военную базу, расположенную в городе Гёппинген, (Германия), где он находился до 1991 года. В том же году он был переведен на военную базу Форт Драм, расположенную в штате Нью-Йорк. Находясь на базе, Йетс написал письмо в одну из местных газет. В письме он высказался в защиту «Национальной стрелковой ассоциации США», которая подвергалась критике со стороны групп, выступающих за контроль по обороту оружия.
В период с декабря 1992 года по начало 1993-го Роберт Йетс в составе подразделений штурмовой авиации США принимал участие в Миротворческой операции ООН в Сомали, но в боевых действиях участия не принимал. В 1994 году он принял участие в военной операции «Поддержка демократии» на территории республики Гаити, но в боевых действиях участия также не принял. В 1995 году он вернулся в США, где в качестве пилота-инструктора проводил обучение пилотов вертолётов модели Bell OH-58 Kiowa и вошёл в число 10 лучших пилотов-инструкторов, служивших на тот момент в армии США. В марте 1996 года он уволился из рядов армии США с выходным пособием 20 000 долларов в год, после чего переехал вместе с семьей в город Спокан, где купил дом и нашёл низкоквалифицированную работу в небольшой компании по производству печатных плат, после чего начал вести маргинальный образ жизни. В последующие четыре года он несколько раз подвергался аресту за превышение скорости на дороге и антиобщественное поведение. Много времени стал проводить в обществе проституток и сутенёров. В сентябре 1998 года из-за прогулов он был уволен с работы, после чего в ноябре того же года одна из его дочерей явилась в полицию и заявила о том, что отец её избил. Йетс был задержан и доставлен в полицейский участок, где в ходе допроса вынужденно признал, что избил дочь по причине её неуважительного отношения к себе. Впоследствии ему было предъявлено обвинение в мелком нападении. В марте 1999 года он подал заявление на получение вакансии лётчика санитарного вертолёта в больнице Спокана, но ему было отказано из-за отсутствия вакансий, после чего он устроился машинистом мостового крана на местном сталеплавильном заводе, где проработал вплоть до своего ареста

## Разоблачение
Впервые Роберт Ли Йетс попал в поле зрение правоохранительных органов в августе 1997 года, после того как был обнаружен труп 16-летней проститутки Дженнифер Джозеф. На тот момент это уже было шестое убийство проституток, пять из которых произошло в Спокане, благодаря чему полиция впервые предположила, что в городе действует серийный убийца. В ходе расследования было установлено, что в день исчезновения Дженнифер Джозеф села в автомобиль белого цвета марки Chevrolet Corvette, за рулем которого находился белый мужчина. Через несколько дней после того, как было найдено тело девушки, полиция остановила автомобиль, похожий по описанию на автомобиль неизвестного клиента девушки, за рулём которого находился Роберт Ли Йетс. Во время проверки документов Йетс заявил, что приобрёл автомобиль в начале сентября 1994 года. В последующие месяцы Йетс ещё дважды был замечен в местах, где были обнаружены тела убитых девушек, и один раз был остановлен дорожной полицией за превышение скорости, после чего продал свой автомобиль. В ноябре 1998 года Йетс был замечен полицией в то время, как он посадил в свой автомобиль проститутку и попытался отвезти её в район реки Спокан. Его автомобиль был остановлен, а сам Йетс был подвергнут допросу, во время которого он заявил, что девушка является дочерью его друга, по просьбе которого он пытался доставить её домой, однако девушка заявила, что Йетс заплатил ей 20 долларов за предоставление интимных услуг. Будучи одним из подозреваемых, в сентябре 1999 года он был задержан и доставлен в полицейский участок, где был подвергнут новому допросу, после того как в марте того же года его автомобиль снова был замечен в квартале красных фонарей, где он снова пытался посадить в свой автомобиль проститутку. Во время допроса Роберту было предложено сдать образец крови для проведения ДНК-экспертизы с целью установления его непричастности к серийным убийствам, но он отказался. В январе 2000 года сотрудники офиса шерифа округа Спокан разыскали Chevrolet Corvette белого цвета, которым владел Роберт Йетс, и провели тщательный обыск салона автомобиля, в ходе которого была найдена перламутровая пуговица, которая соответствовала пуговицам на куртке Дженнифер Джозеф. В ходе анализа ворсовых волокон обивки салона автомобиля следствием было установлено их соответствие с волокнами, найденными на туфлях и одежде Дженифер Джозеф. Также в ходе осмотра салона автомобиля были найдены несколько замытых пятен крови, после проведения ДНК-экспертизы было установлено, что пятна крови принадлежат Дженнифер Джозеф, на основании чего 18 апреля 2000 года Роберт Ли Йетс был арестован и ему было предъявлено обвинение в её убийстве.
После ареста у Роберта Йетса был взят образец крови. В результате ДНК-экспертизы была доказана причастность Йетса к убийству 9 девушек и женщин. Всего же он подозревался в убийстве 16 женщин, 12 из которых были убиты в период с августа 1997 года по октябрь 1998 года, трое были убиты в течение 4 месяцев 1990 года и трое были найдены в период с 1992 по 1996 год. Все жертвы занимались проституцией и были убиты выстрелом в голову.
В этот период в полицию обратилась 32-летняя Кристин Смит, которая заявила, что в ночь на 1 августа 1998 года её заманил в свой фургон марки Форд чёрного цвета человек, которого она идентифицировала как Роберта Йетса. Согласно показаниям Смит, после того как преступник заплатил ей 40 долларов за предоставление интимных услуг, он выстрелил ей в голову из пистолета, после сбросил её тело. Смит получила касательное ранение и выжила, впоследствии экспертом-криминалистом было установлено, что девушка была ранена пистолетным патроном калибра 6,35 × 15 мм Браунинг, которые использовались Йетсом в совершении других убийств. Так как Йетc действительно владел чёрным фургоном Ford 1979 года в период с 1997 по 1999 год, показания Кристин Смит были признаны убедительными, благодаря чему в мае того же года офис шерифа округа Спокан предъявил Йетсу обвинения по девяти пунктам обвинения в убийстве первой степени, одному пункту обвинения в покушении на убийство и одному пункту обвинения в ограблении первой степени
Изначально Роберт Йетс заявил о своей непричастности к убийствам и не признал себя виновным, но под давлением доказательств, в начале октября 2000 года он совместно со своим адвокатом обратился к прокурору округа Спокан Стиву Такеру с предложением заключить соглашение о признании вины. В обмен на освобождение от уголовного наказания в виде смертной казни Йетс признал себя виновным в совершении 16 убийств. В рамках условий соглашения о признании вины, Йетс заявил, что одну из жертв он убил и закопал на заднем дворе своего дома, после чего нарисовал план местности с расположением захоронения тела, которое было найдено в ходе раскопок 17 октября того же года.
На последующих допросах Йетc заявил, что в период с 14 июня 1996 года по 13 октября 1998 года совершил убийство 13 девушек и женщин. 11 убийств было совершено в Спокане, в то время как 2 жертвы — Мелинда Ли Мерсер, которая была убита 7 декабря 1997 года и Конни Эллис, убитая 13 октября 1998 года — были убиты на территории округа Пирс, в городе Такома. Также Йетc поведал следствию детали совершения убийств, в совершении которых его никогда не подозревали. Так он заявил, что первые убийства он совершил 13 июля 1975 года в 12 милях к юго-востоку от Уолла-Уолла. Его жертвами стали 21-летний Патрик Оливер и 22-летняя Сьюзан Сэвидж, которые в тот день выехали в лесистую местность с целью устроить пикник. Йетс, который в то время проживал в Уолла-Уолла и работал охранником в тюрьме, заявил, что часто посещал те районы с целью тренировки по стрельбе. Он не смог объяснить мотивы своего поступка, отметив только то, что решение совершить убийство он принял спонтанно и не был готов к этому, вследствие чего жертвы успели оказать ему сопротивление и получили несколько огнестрельных ранений.
Также он признал, что несёт ответственность за убийство Стэйси Элизабет Хоун, которую он убил во время своего отпуска 7 июля 1988 года на территории Сиэтла. Так как с 1980 года по 1984 год и в период с 1988 по 1991 год он проходил службу в разных городах ФРГ, следствие подозревало его на причастность к совершению 26 нераскрытых убийств, которые были совершены в то время вблизи военных баз, но Роберт Йетс категорически отказался признать свою причастность к этим преступлениям.

## Суд
На основании условий соглашения о признании вины, 16 октября 2000 года Роберт Йетс был признан виновным в совершении 13 убийств и получил в качестве наказания 408 лет лишения свободы. Во время оглашения приговора Йетсу удалось сохранить спокойствие и хладнокровие, но после разговора с дочерью и своим отцом в зале суда он разрыдался, выразил раскаяние и попросил прощения у родственников своих жертв. 25-летняя дочь Йетса, Саша Йетс не получила ответа на вопрос, почему произошли убийства. После приговора Роберт Йетс был этапирован в окружную тюрьму округа Пирс и передан под опеку шерифа округа. Там Йетс должен предстать перед судом за ещё два убийства, совершенных на территории этого округа, которые не подпадали под действие сделки о признании вины.
Прокуроры округа Пирс заявили, что будут добиваться уголовного наказания в виде смертной казни. Его адвокаты, в свою очередь, заявили, что это решение неверно с моральной и финансовой точек зрения и бессмысленно, поскольку Йетс уже был приговорен к длительному сроку лишения свободы, также они заявили, что на предстоящем судебном процессе будет предоставлен пакет документов со смягчающими обстоятельствами. Судебный процесс должен был открыться в июне 2001 года, но по различным причинам он был отложен и открылся лишь в августе 2002 года.
На судебном процессе с помощью результатов ДНК-экспертизы вина Йетса в совершении убийств была полностью доказана. В результате дактилоскопической экспертизы найденного отпечатка пальца на полиэтиленовом пакете, который был обернут вокруг голов жертв, также была доказана причастность Роберта Йетса к совершению убийств, на основании чего в сентябре 2002 года он был признан виновным. Его команда адвокатов требовала снисхождения к своему подзащитному и назначения ему уголовного наказания в виде пожизненного лишения свободы без права на условно-досрочного освобождения, после чего предоставила суду около 20 свидетелей, среди которых находились его родственники, друзья юности и сослуживцы, которые характеризовали Йетса крайне положительно. Стороной обвинения было предоставлено суду три отягчающих обстоятельства, на основании чего жюри присяжных заседателей рекомендовало ему назначить наказание в виде смертной казни, после чего 3 октября того же года Роберт Ли Йетс был приговорен к смертной казни.

## В заключении
Оказавшись в заключении, Роберт Йетс регулярно стал подавать апелляции с целью отмены смертного приговора и назначения нового судебного разбирательства, первая из которых была отменена в 2007 году.
Дата исполнения его смертного приговора была назначена на 19 сентября 2008 года, но исполнение было приостановлено в связи с временным мораторием на исполнение смертных приговоров, введенным губернатором штата
В 2013 году адвокаты Йейтса подали очередную апелляцию, предоставив на основании результатов судебно-медицинских экспертиз доказательства того, что Йейтс страдал парафилическим расстройством, которое предрасполагало его к совершению убийств и привело в итоге к его психическим, эмоциональным и поведенческим проблемам, однако апелляция снова была отклонена.
После ряда постановлений Верховного суда США, которые подвергли сомнению применение смертной казни в некоторых штатах, штат Вашингтон в 2018 году заменил смертный приговор Йетсу на пожизненное лишение свободы без права на условно-досрочное освобождение.